# 小行星21588
小行星21588（21588 Gianelli）是一颗绕太阳运转的小行星，为主小行星带小行星。该小行星于1998年9月26日发现。

## 轨道参数
小行星21588的轨道半长轴为3.0868530 UA，离心率为0.161。